# روجر (مبيد حشرات)

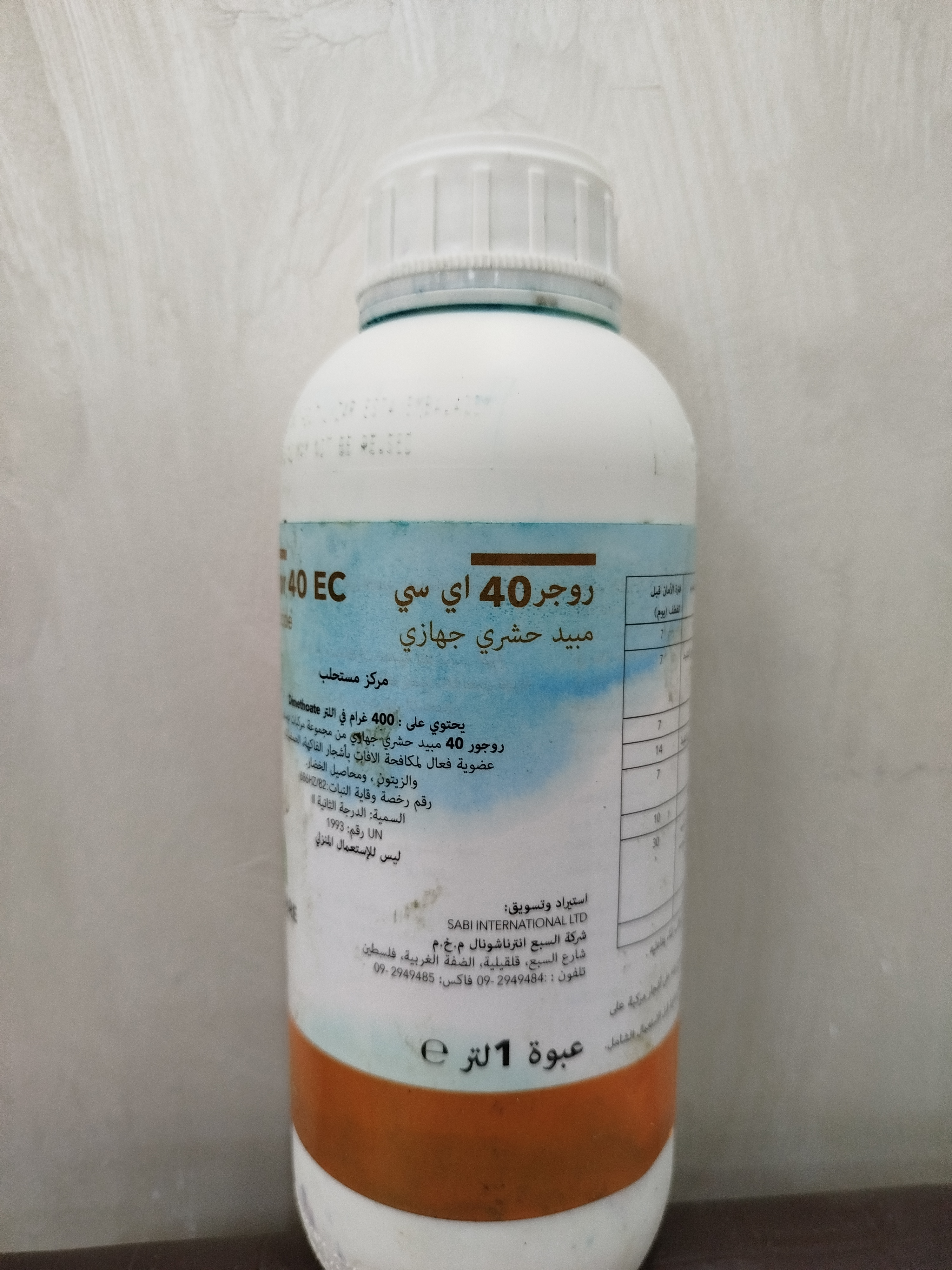
روجر مبيد حشري

روجر هو مبيد حشري فعال يستخدم ضد مجموعة واسعة من الآفات الحشرية بأشجار الفاكهة والحمضيات والزيتون ومحاصيل الخضار.

## الوصف
ينتمي إلى فئة الفوسفات العضوية ويعمل كعامل ملامس جهازي، يحتوي على المادة الفعالة دايمثوات التي تتداخل مع الجهاز العصبي للحشرات.

## الاستخدام

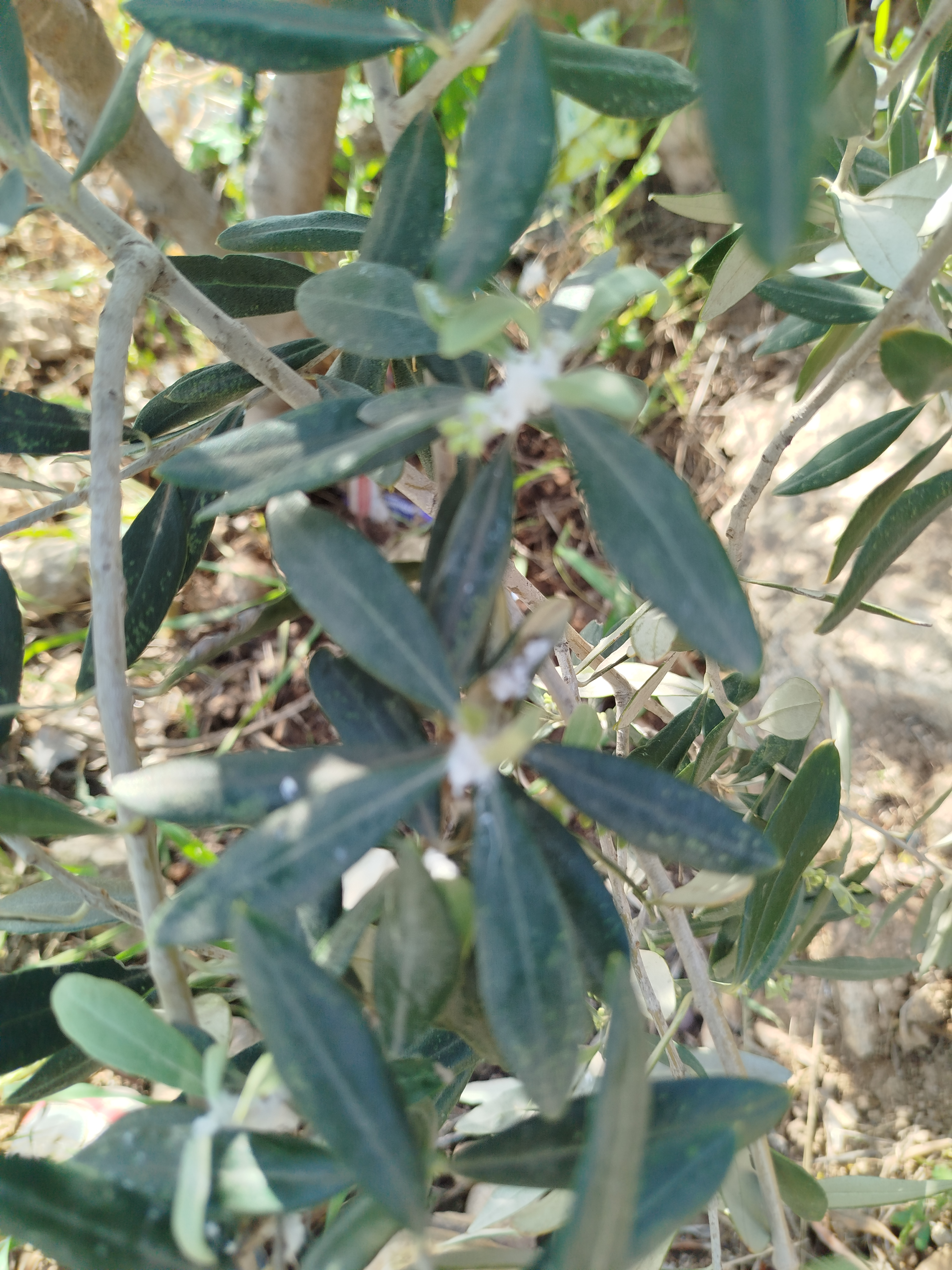
حشرة الزيتون القطنية

يستخدم مبيد روجر لمكافحة الآفات الحشرية الزراعية: ذبابة الفاكهة، المن، ثاقبة البراعم، الحشرة القشرية، ذبابة الزيتون، والتربس، واليرقات، حفار الساق.